# Comuna de Przemków
Przemków (polaco: Gmina Przemków) é uma gminy (comuna) na Polónia, na voivodia de Baixa Silésia e no condado de Polkowicki. A sede do condado é a cidade de Przemków.
De acordo com os censos de 2005, a comuna tem 9129 habitantes, com uma densidade 84 hab/km².

## Área
Estende-se por uma área de 108,04 km², incluindo:
- área agricola: 44%
- área florestal: 33%

## Demografia
Dados de 30 de Junho 2004:
|                      | Total   | Total | Mulheres | Mulheres | Homens  | Homens |
| -------------------- | ------- | ----- | -------- | -------- | ------- | ------ |
|                      | pessoas | %     | pessoas  | %        | pessoas | %      |
| População            | 8868    | 100   | 4505     | 50,8     | 4363    | 49,2   |
| Densidade (pop./km²) | 82,1    | 100   | 41,7     | 41,7     | 40,4    | 40,4   |

De acordo com dados de 2002, o rendimento médio per capita ascendia a 1436,36 zł.

## Comunas vizinhas
- Chocianów, Gaworzyce, Gromadka, Niegosławice, Radwanice, Szprotawa